# Ernst Stojaspal
Ernst Stojaspal (14 de gener 1925 - 3 d'abril 2002) fou un futbolista austríac de les dècades del 1940 i 1950.
La major part de la seva carrera la va viure a l'Austria Wien (durant 10 anys), guanyant tres lligues i dues copes del país. També fou cinc cops màxim golejador de la competició. Després de la Copa del Món de 1954 marxà a França, on defensà els colors de diversos clubs, com ara Racing Strasbourg, AS Monaco, o FC Metz.
Amb la selecció austríaca jugà entre desembre de 1946 (en un partit davant Itàlia) i 1954. Disputà el Mundial de Suïssa de 1954, on marcà tres gols en quatre partits. El partit per la tercera posició enfront l'Uruguai d'aquest campionat fou el seu darrer partit amb la selecció. En total marcà 15 gols en 32 partits amb Àustria.
Després de retirar-se fou entrenador d'alguns clubs francesos, destacant l'AC Ajaccio.

## Palmarès
- Lliga austríaca de futbol (3):
  - 1949, 1950, 1953
- Copa austríaca de futbol (2):
  - 1947, 1948
- Màxim golejador de la lliga austríaca de futbol (5):
  - 1946, 1947, 1948, 1952, 1953[3]